# Mecze piłkarskie Polska – Anglia
Mecze piłkarskie Polska – Anglia – zestawienie meczów pomiędzy reprezentacjami Polski i Anglii.

## Historia
Mecze reprezentacji Polski i Anglii od wielu lat budzą wielkie emocje. Pierwszy mecz pomiędzy drużynami odbył się 5 stycznia 1966 roku na Goodison Park w Liverpoolu. Wówczas mecz towarzyski zakończył się remisem 1:1. Ponownie oba reprezentacje zagrały ze sobą 5 lipca 1966 roku na Stadionie Śląskim w Chorzowie  i wówczas mecz towarzyski zakończył się wygraną reprezentacji Anglii, triumfatorów mistrzostw świata 1966, 0:1.
Następnie oba reprezentacje spotykały się ze sobą w meczach o punkty. W 1973 roku oba reprezentacje rywalizowały ze sobą w eliminacjach mistrzostw świata 1974 w Grupie 5: 6 czerwca 1973 roku na Stadionie Śląskim w Chorzowie drużyna Biało-Czerwonych po raz pierwszy wygrała z drużyną Synów Albionu 2:0 po golach Roberta Gadochy (7') i Włodzimierza Lubańskiego (47'), natomiast 17 października 1973 roku na Stadionie Wembley w Londynie w tzw. Meczu na Wembley padł remis 1:1 po golach Jana Domarskiego (67') i Allana Clarke'a z rzutu karnego (63'). Ten wynik dał drużynie selekcjonera Kazimierza Górskiego pierwszy od 1938 roku awans na mistrzostwa świata 1974 w RFN. Ponownie drużyny zagrały ze sobą na mistrzostwach świata 1986 w Meksyku, 11 czerwca 1986 roku na Estadio Universitario w Monterrey w meczu Grupy F. Mecz zakończył się wygraną reprezentacji Anglii 3:0 po hat tricku króla strzelców turnieju, Gary’ego Linekera.
W 2012 roku doszło do skandalu związanego z organizacją meczu pomiędzy oba reprezentacjami. Zaplanowany na 16 października 2012 roku na Stadionie Narodowym w Warszawie mecz eliminacyjny mistrzostw świata 2014 Grupy H został przełożony z powodu zalanej murawy, mimo że stadion posiadał możliwość sterowania dachem, co stało się tematem drwin i memów w sportowym środowisku. Ostatecznie mecz rozegrano dzień później, 17 października 2012 roku (w 39. rocznicę tzw. meczu na Wembley). Mecz zakończył się remisem 1:1 po golach Wayne’a Rooneya (31') i Kamila Glika (70').

## Mecze
| Lp. | Data       | Miejsce                            | Polska | Wynik | Anglia | Turniej           | Zwycięzca | Przypisy |
| --- | ---------- | ---------------------------------- | ------ | ----- | ------ | ----------------- | --------- | -------- |
| 1.  | 05.01.1966 | Goodison Park, Liverpool           | Anglia | 1:1   | Polska | Mecz towarzyski   | Remis     | [ 8 ]    |
| 2.  | 05.07.1966 | Stadion Śląski, Chorzów            | Polska | 0:1   | Anglia | Mecz towarzyski   | Anglia    | [ 9 ]    |
| 3.  | 06.06.1973 | Stadion Śląski, Chorzów            | Polska | 2:0   | Anglia | El. Mundialu 1974 | Polska    | [ 10 ]   |
| 4.  | 17.10.1973 | Stadion Wembley (1923), Londyn     | Anglia | 1:1   | Polska | El. Mundialu 1974 | Remis     | [ 11 ]   |
| 5.  | 11.06.1986 | Estadio Universitario, Monterrey   | Anglia | 3:0   | Polska | Mundial 1986      | Anglia    | [ 12 ]   |
| 6.  | 03.06.1989 | Stadion Wembley (1923), Londyn     | Anglia | 3:0   | Polska | El. Mundialu 1990 | Anglia    | [ 13 ]   |
| 7.  | 11.10.1989 | Stadion Śląski, Chorzów            | Polska | 0:0   | Anglia | El. Mundialu 1990 | Remis     | [ 14 ]   |
| 8.  | 17.10.1990 | Stadion Wembley (1923), Londyn     | Anglia | 2:0   | Polska | El. Euro 1992     | Anglia    | [ 15 ]   |
| 9.  | 13.11.1991 | Stadion Miejski, Poznań            | Polska | 1:1   | Anglia | El. Euro 1992     | Remis     | [ 16 ]   |
| 10. | 29.05.1993 | Stadion Śląski, Chorzów            | Polska | 1:1   | Anglia | El. Mundialu 1994 | Remis     | [ 17 ]   |
| 11. | 08.09.1993 | Stadion Wembley (1923), Londyn     | Anglia | 3:0   | Polska | El. Mundialu 1994 | Anglia    | [ 18 ]   |
| 12. | 09.10.1996 | Stadion Wembley (1923), Londyn     | Anglia | 2:1   | Polska | El. Mundialu 1998 | Anglia    | [ 19 ]   |
| 13. | 31.05.1997 | Stadion Śląski, Chorzów            | Polska | 0:2   | Anglia | El. Mundialu 1998 | Anglia    | [ 20 ]   |
| 14. | 27.03.1999 | Stadion Wembley (1923), Londyn     | Anglia | 3:1   | Polska | El. Euro 2000     | Anglia    | [ 21 ]   |
| 15. | 08.09.1999 | Stadion Wojska Polskiego, Warszawa | Polska | 0:0   | Anglia | El. Euro 2000     | Remis     | [ 22 ]   |
| 16. | 08.09.2004 | Stadion Śląski, Chorzów            | Polska | 1:2   | Anglia | El. Mundialu 2006 | Anglia    | [ 23 ]   |
| 17. | 12.10.2005 | Old Trafford, Manchester           | Anglia | 2:1   | Polska | El. Mundialu 2006 | Anglia    | [ 24 ]   |
| 18. | 17.10.2012 | Stadion Narodowy, Warszawa         | Polska | 1:1   | Anglia | El. Mundialu 2014 | Remis     | [ 25 ]   |
| 19. | 15.10.2013 | Stadion Wembley, Londyn            | Anglia | 2:0   | Polska | El. Mundialu 2014 | Anglia    | [ 26 ]   |
| 20. | 31.03.2021 | Stadion Wembley, Londyn            | Anglia | 2:1   | Polska | El. Mundialu 2022 | Anglia    | [ 27 ]   |
| 21. | 08.09.2021 | Stadion Narodowy, Warszawa         | Polska | 1:1   | Anglia | El. Mundialu 2022 | Remis     | [ 28 ]   |

## Bilans

### Turnieje
| Turniej               | Mecze | Mecze  | Mecze | Mecze  | Gole   | Gole   |
| Turniej               | M     | Polska | R     | Anglia | Polska | Anglia |
| --------------------- | ----- | ------ | ----- | ------ | ------ | ------ |
| Mistrzostwa świata    | 1     | 0      | 0     | 1      | 0      | 3      |
| El. mistrzostw świata | 14    | 1      | 5     | 8      | 10     | 22     |
| El. mistrzostw Europy | 4     | 0      | 2     | 2      | 2      | 6      |
| Mecze towarzyskie     | 2     | 0      | 1     | 1      | 1      | 2      |
| Łącznie               | 21    | 1      | 8     | 12     | 13     | 33     |

### Stadiony
| Stadion                            | Mecze | Mecze  | Mecze | Mecze  | Gole   | Gole   |
| Stadion                            | M     | Polska | R     | Anglia | Polska | Anglia |
| ---------------------------------- | ----- | ------ | ----- | ------ | ------ | ------ |
| Stadion Śląski, Chorzów            | 6     | 1      | 2     | 3      | 4      | 6      |
| Stadion Narodowy, Warszawa         | 2     | 0      | 2     | 0      | 2      | 2      |
| Stadion Miejski, Poznań            | 1     | 0      | 1     | 0      | 1      | 1      |
| Stadion Wojska Polskiego, Warszawa | 1     | 0      | 1     | 0      | 0      | 0      |
| Łącznie w Polsce                   | 10    | 1      | 6     | 3      | 7      | 9      |
| Stadion Wembley (1923), Londyn     | 6     | 0      | 1     | 5      | 3      | 14     |
| Stadion Wembley, Londyn            | 2     | 0      | 0     | 2      | 1      | 4      |
| Goodison Park, Liverpool           | 1     | 0      | 1     | 0      | 1      | 1      |
| Old Trafford, Manchester           | 1     | 0      | 0     | 1      | 1      | 2      |
| Łącznie w Anglii                   | 10    | 0      | 2     | 8      | 6      | 21     |
| Estadio Universitario, Monterrey   | 1     | 0      | 0     | 1      | 0      | 3      |
| Łącznie na neutralnym terenie      | 1     | 0      | 0     | 1      | 0      | 3      |